# Arthur Heffter
Arthur Carl Wilhelm Heffter (Leipzig, 15 de junio de 1859  - Berlín, 8 de febrero de 1925) fue un farmacólogo y químico alemán. Fue el primer presidente de la Sociedad Alemana de Farmacólogos, y fue en gran parte responsable del primer Manual de Farmacología Experimental publicado en 1919. Aisló la mescalina del cactus peyote (Lophophora williamsii) en 1897, el primer aislamiento de una sustancia psicodélica natural en forma pura. Al año siguiente, en 1898, publicó su trabajo en la revista académica Naunyn-Schmiedeberg's Archives of Pharmacology. Al principio activo se le llamó 'mescalina' porque el alcaloide se extrajo de los botones secos conocidos como 'botones del mescal'. Además, realizó experimentos sobre sus efectos comparando los efectos del peyote y la mescalina en sí mismo.

## Obras
- 1894. «Über Pellote: Ein beitrag zur pharmakologischen Kenntnis der Kakteen». En Naunyn-Schmiedebergs Archiv für experimentelle Pathologie und Pharmakologie, 34, 65.
- 1903. Die chronische Bleivergiftung im Maler-Gewerbe. (edición digital, en alemán)
- 1914. Die Auffindung von Arzneimitteln. (edición digital, en alemán)